# Décès en août 1997
Décès
- 1993
- 1994
- 1995
- 1996
- 1997
- 1998
- 1999
- 2000
- 2001

Pour une information complémentaire, voir la page d'aide.

| Date     | Nom                         | Activités                                           | Âge | Source |
| -------- | --------------------------- | --------------------------------------------------- | --- | ------ |
| 1er août | Tom Eckersley               | graphiste britannique                               | 82  |        |
| 1er août | Sviatoslav Richter          | pianiste russe                                      | 82  |        |
| 2 août   | Frank E. Smith              | homme politique américain                           | 71  |        |
| 2 août   | James Krüss                 | écrivain allemand                                   | 71  |        |
| 2 août   | Charles Bauza Donwahi       | homme politique ivoirien                            | ?   |        |
| 2 août   | William S. Burroughs        | écrivain américain                                  | 83  |        |
| 2 août   | Fela Anikulapo Kuti         | chanteur d’afro-beat nigérian                       | 58  |        |
| 3 août   | Mladen Koščak               | footballeur international yougoslave                | 60  |        |
| 3 août   | Pietro Rizzuto              | député fédéral québécois                            | 63  |        |
| 3 août   | Joan Mowat Erikson          | pionnière américaine en thérapie éducative          | 95  |        |
| 3 août   | Gladys Egan                 | actrice américaine                                  | 89  |        |
| 3 août   | George Arthur Addy          | juge canadien                                       | 81  |        |
| 4 août   | Luise King Rey              | chanteuse américaine, membre des King Sisters       | 83  |        |
| 4 août   | Ray Renfro                  | joueur de football américain                        | 67  |        |
| 4 août   | Lloyd Marshall              | boxeur américain                                    | 83  |        |
| 4 août   | Libero de Luca              | chanteur d’opéra suisse                             | ?   |        |
| 4 août   | Jeanne Calment              | doyenne française de l’humanité                     | 122 |        |
| 4 août   | Horace Bristol              | photographe américain                               | 88  |        |
| 5 août   | Don Steele                  | homme de radio et acteur américain                  | 61  |        |
| 5 août   | Keefer McGee                | joueur de football américain                        | 22  |        |
| 5 août   | Clarence Marion Kelley      | directeur américaine du F.B.I.                      | 85  |        |
| 6 août   | Samuel Paul Welles          | paléontologue américain                             | ?   |        |
| 6 août   | Fernand Debono              | préhistorien français                               | 82  |        |
| 6 août   | Walter Amstutz              | skieur suisse                                       | ?   |        |
| 7 août   | Elisabeth Hoengen           | contralto allemande                                 | 90  |        |
| 8 août   | Paul Rudolph Martin         | architecte américain                                | ?   |        |
| 8 août   | Orville H. Hampton          | scénariste américain                                | 80  |        |
| 8 août   | Jeri Gray                   | actrice américaine                                  | 72  |        |
| 8 août   | Jorge Cristo                | sénateur colombien                                  | ?   |        |
| 9 août   | Trai Dai Nghia              | ingénieur vietnamien                                | ?   |        |
| 9 août   | Jean Prasteau               | écrivain français                                   | 76  |        |
| 9 août   | Herbert de Souza            | sociologue brésilien                                | 61  |        |
| 9 août   | Max Bloesch                 | ornithologue suisse                                 | ?   |        |
| 10 août  | Marie-Soleil Tougas         | comédienne et animatrice québécoise                 | 27  |        |
| 10 août  | Conlon Nancarrow            | compositeur mexicain                                | 84  |        |
| 10 août  | Marcel Maes                 | coureur cycliste belge                              | 52  |        |
| 10 août  | Jean-Claude Lauzon          | cinéaste québécois                                  | 43  |        |
| 10 août  | Steve Kretcheck             | joueur de hockey canadien                           | 68  |        |
| 10 août  | Roy Chipman                 | entraîneur de basketball américain                  | 58  |        |
| 10 août  | David Allford               | architecte britannique                              | 70  |        |
| 11 août  | Jacques Robert              | auteur et scénariste français                       | 76  |        |
| 12 août  | Leonard Matheson Norris     | caricaturiste canadien                              | ?   |        |
| 12 août  | Dick Marx                   | compositeur américain                               | 73  |        |
| 12 août  | Gulshan Kumar               | magnat du cinéma indien                             | 41  |        |
| 12 août  | Stéphane Just               | trotskiste français                                 | 75  |        |
| 12 août  | Jack Delano                 | photographe américain                               | 83  |        |
| 12 août  | Raymond Bloch               | latiniste et étruscologue français                  | ?   |        |
| 12 août  | Luther Allison              | guitariste de blues américain                       | 57  |        |
| 13 août  | Carel Weight                | peintre britannique                                 | 88  |        |
| 13 août  | James Starbuck              | chorégraphe américain                               | 85  |        |
| 13 août  | Harlow Rothert              | athlète américain                                   | ?   |        |
| 13 août  | Emil Mosbacher Jr.          | skipper américain                                   | 75  |        |
| 13 août  | Raymond Lemaire             | urbaniste belge                                     | 76  |        |
| 13 août  | Robert Louis Leggett        | homme politique américain                           | 71  |        |
| 14 août  | Nâsser Farhangfar           | musicien iranien                                    | ?   |        |
| 14 août  | Maurice Sérullaz            | peintre, historien d'art et critique d'art français | 83  |        |
| 15 août  | Lucien Thinel               | juge québécois                                      | 84  |        |
| 15 août  | Carleton Moss               | documentariste américain                            | 88  |        |
| 15 août  | Lubka Kolessa               | pianiste canadienne                                 | ?   |        |
| 15 août  | Glen Corbett                | acteur américain                                    | 74  |        |
| 16 août  | Roger Vrigny                | écrivain français                                   | 77  |        |
| 16 août  | Hendrik Johan Van den Bergh | chef de police sud-africain                         | 82  |        |
| 16 août  | Albert Richard Johnston     | musicologue canadien                                | ?   |        |
| 16 août  | Fedor Hanzekovic            | réalisateur yougoslave                              | ?   |        |
| 16 août  | Marcel Giguère              | comédien et humoriste québécois                     | 79  |        |
| 16 août  | Yanick Dupré                | joueur de hockey sur glace québécois                | 24  |        |
| 16 août  | Nusrat Fateh Ali Khan       | ténor pakistanais                                   | 48  |        |
| 17 août  | Secondo Magni               | coureur cycliste italien                            | 64  |        |
| 17 août  | Rodolphe Knie               | directeur de cirque suisse                          | 75  |        |
| 17 août  | Burnum Burnum               | militant aborigène australien                       | 61  |        |
| 18 août  | Jean Westwood               | femme politique américaine                          | 73  |        |
| 18 août  | Jeep Swenson                | acteur, cascadeur et catcheur américain             | 40  |        |
| 18 août  | Maria Primatchenko          | peintre russe, soviétique puis ukrainienne          | 88  |        |
| 18 août  | Charusathiara Prapass       | ancien premier ministre thaïlandais                 | 84  |        |
| 18 août  | Mikhaïl Manevitch           | haut fonctionnaire russe                            | 36  |        |
| 18 août  | Don Knight                  | acteur anglais                                      | 64  | (en)   |
| 19 août  | Cathleen Cordell            | comédienne américaine                               | 81  |        |
| 20 août  | Ali Tenkhi                  | réalisateur algérien                                | 41  |        |
| 20 août  | Serge Peretti               | danseur français                                    | 92  |        |
| 20 août  | Dionys Mascolo              | écrivain et philosophe français                     | ?   |        |
| 20 août  | Martial Gergotich           | joueur et entraîneur de football français           | 77  |        |
| 20 août  | William Humphrey            | écrivain américain                                  | 73  |        |
| 20 août  | Léon Dion                   | politologue québécois                               | 75  |        |
| 20 août  | Norris Bradbury             | physicien nucléaire américain                       | 88  |        |
| 21 août  | Boni de Torhaut             | auteur français                                     | 66  |        |
| 21 août  | Misael Pastrana Borrero     | ancien président colombien                          | 73  |        |
| 21 août  | Youri Nikouline             | clown russe                                         | 75  |        |
| 21 août  | Hiroshima Mitsuo            | alpiniste japonais                                  | 54  |        |
| 21 août  | Abdul Rahim Ghafurzai       | premier ministre afghan                             | 50  |        |
| 21 août  | Maurice Brugnon             | homme politique français                            | 88  |        |
| 22 août  | Mary Louise Smith           | militante politique américaine                      | 82  |        |
| 22 août  | Robin Skelton               | poète canadien                                      | ?   |        |
| 22 août  | Matti Sippala               | athlète finlandais                                  | 89  |        |
| 22 août  | François Lachenal           | éditeur suisse                                      | ?   |        |
| 23 août  | Louis Essen                 | physicien britannique                               | 88  |        |
| 23 août  | Jan Sejna (en)              | général tchèque                                     | 70  |        |
| 23 août  | John Cowdery Kendrew        | biochimiste britannique, prix Nobel en 1962         | 80  |        |
| 23 août  | Eric Gairy                  | premier ministre grenadien                          | 75  |        |
| 23 août  | Edmondo Dobrzanski          | photographe suisse                                  | ?   |        |
| 24 août  | Luigi Villoresi             | pilote automobile italien                           | ?   |        |
| 24 août  | Hardial Bains               | chef du parti Communiste canadien                   | 58  |        |
| 24 août  | Jean Poperen                | ancien ministre français                            | 72  |        |
| 24 août  | Tete Montoliu               | pianiste de jazz espagnol                           | 64  |        |
| 25 août  | Noe Murayama                | acteur mexicain                                     | 67  |        |
| 25 août  | Jean Cuthland Goodwill      | infirmière canadienne                               | 69  |        |
| 25 août  | Mauro Cristofani            | linguiste italien                                   | 66  |        |
| 26 août  | Rene Ortez Sanchez Castro   | révolutionnaire cubain                              | ?   |        |
| 26 août  | Robert Pinget               | romancier français                                  | 78  |        |
| 26 août  | Clément Lépidis             | romancier et poète français                         | 77  |        |
| 26 août  | Sally Blane                 | actrice américaine                                  | 87  |        |
| 27 août  | Sotiria Bellou              | chanteuse grecque                                   | 75  |        |
| 27 août  | Abdelkader Jalal            | Footballeur puis entraîneur marocain                | 82  |        |
| 28 août  | Brandon Tartikoff           | producteur américain                                | 48  |        |
| 28 août  | Roger Nahon                 | écrivain français                                   | 82  |        |
| 28 août  | Joyce Ebert                 | comédienne américaine                               | 64  |        |
| 28 août  | Clodomiro Almeyda           | ancien ministre chilien                             | 74  |        |
| 29 août  | John D. Craig               | aventurier américain                                | 94  |        |
| 29 août  | André Massé                 | juge québécois                                      | 73  |        |
| 29 août  | Gabriel Cattand             | acteur français                                     | 73  |        |
| 30 août  | Aurèle Groulx               | pianiste canadien                                   | ?   |        |
| 30 août  | Dodi al-Fayed               | multimilliardaire égyptien                          | 43  |        |
| 30 août  | Ernest Wilimowski           | footballeur international allemand et polonais      | 81  |        |
| 31 août  | James Morton                | clarinettiste canadien                              | ?   |        |
| 31 août  | Will Hare                   | acteur américain                                    | 81  |        |
| 31 août  | Max Fernet                  | directeur français de la PJ                         | 86  |        |
| 31 août  | Étienne Bauer               | haut fonctionnaire et résistant français            | 79  |        |
| 31 août  | Désiré Aerts                | zoologiste et animateur québécois                   | 73  |        |
| 31 août  | Lady Diana Spencer          | princesse de Galles                                 | 36  |        |